# Leni Schmidt
Leni Schmidt, född 28 december 1906 i Bremen, död 11 november 1985 i Bremen, var en tysk friidrottare.
Schmidt blev olympisk bronsmedaljör på 4 x 100 meter (med Leni Junker, Anni Holdmann, Schmidt och Rosa Kellner) vid sommarspelen 1928 i Amsterdam.